# Rod Modell
Roderick Julian Modell, rövidebb nevén Rod Modell (Detroit, Michigan, 1969. július 22. –) amerikai elektronikus zenei producer, DJ és zenész. Több név alatt is jelent meg zenei kiadványa (pl. saját nevén, illetve A601-2, Global Systems Silently Moving, Imax néven), illetve több zenei társulásnak is tagja (cv313, DeepChord, Echospace, Our Lady Of The Flowers, Shorelights, Waveform Transmission).
Modell 1969. július 22-én született a michigani Detroit városában. Együtt dolgozott Mike Schommerrel, melynek eredményeképp a közösen írt zenéket Deepchord néven jegyezték, illetve azonos nevű kiadót hoztak létre Detroitban. Jelenleg a Deepchord név csak Rod Modellt takarja, ugyanis Mike Schommer 2002 óta nem tagja a formációnak. A Deepchord zenei stílusa legjobban dub technoként jellemezhető, hangzása pedig egyesíti a Basic Channel által képviselt minimalista vonalat és a detroiti techno hagyományokat.
A Deepchord mellett Modell leginkább a Stephen Hitchellel való együttműködéséről lehet ismert; a kettejük munkájából származó zenéket cv313 és Echospace néven publikálták, illetve közös fellépéseik is voltak. Modellnek ezen kívül a detroiti Mike Huckaby-vel is volt zenei együttműködése.

## Lemezei

### Nagylemezek
- The Autonomous Music Project (1998, Rod Modell néven)
- Electromagnetic-Etheric Systems Approach (2005, Rod Modell néven)
- Altering The Air (2006, Global Systems Silently Moving néven)
- Incense & Black Light (2007, Rod Modell néven)
- Plays Michael Mantra (2007, Rod Modell néven)
- Hash-Bar Loops (2011, Deepchord néven)
- Sommer (2012, Deepchord néven)
- 20 Electrostatic Soundfields (2013, Deepchord néven)
- Lanterns (2014, Deepchord néven)
- Ultraviolet Music (2015, Deepchord néven)
- Mediterranea (2016, Rod Modell néven)
- Shibuya Hypnagogia (2016, A601-2 néven)
- Dawn, Dusk, And Darkness (2017, Rod Modell néven)
- Auratones (2017, Deepchord néven)
- Immersions (2018, Deepchord néven)
- Captagon (2019, Rod Modell néven)

### EP-k
- Kettle Point (2003, Rod Modell néven)
- Sacred Geometry (2004, Rod Modell néven)
- Summer Night Versions (2012, Deepchord néven)
- Northern Shores (2017, Deepchord néven)
- Campfire (2017, Deepchord néven)

## Fordítás
Ez a szócikk részben vagy egészben  a   Deepchord című angol Wikipédia-szócikk ezen változatának fordításán alapul.  Az eredeti cikk szerkesztőit annak laptörténete sorolja fel. Ez a jelzés csupán a megfogalmazás eredetét és a szerzői jogokat jelzi, nem szolgál a cikkben szereplő információk forrásmegjelöléseként.